# L'Escut
|  | Aquest article tracta sobre la revista. Si cerqueu altres significats, vegeu «Escut». |

L'Escut (1923 - 1926) va ser una publicació quinzenal en llengua catalana que se sumà a l'eclosió de la premsa local i comarcal del primer quart de segle XX a les terres de Lleida. L'aparició de L'Escut, l'any 1923, és el resultat d'un procés acumulatiu i d'encadenament entre uns fets històrics concrets, que arrenquen en el moviment cultural de la Renaixença i es materialitzen en l'ideari polític, pragmàtic i renovador del Noucentisme.
Durant els tres anys i quatre mesos de vida de la revista (72 números), L'Escut insisteix en uns valors i preceptes que creu de peremptòria resolució: la culturalització, la catalanització i la transformació d'una societat i una vila ancorades en el passat. El periòdic naix en un temps políticament difícil i convuls, dos mesos abans de la dictadura de Primo de Rivera, en què la recuperació de les llibertats i l'obra de govern iniciada per Prat de la Riba («el seny cabdal de nostra terra» L'Escut, 15-8-23. Núm. 3), amb la unió de les quatre diputacions catalanes en la Mancomunitat de Catalunya («el magnífic palau de les grandeses de Catalunya». L'Escut, 30-1-24. Núm. 14), serà avortada per una dictadura involucionista, anticatalana i monàrquica.

L'any 1996, un treball de recerca periodística de Santi Miret sobre aquesta publicació s'endugué el Premi Especial d'Investigació Vila d'Arbeca. El 1999, aquest mateix estudi fou publicat per Pagès Editors com a primer número de la col·lecció d'investigació periodística Retalls, amb el títol “L'Escut”, una revista a l'Arbeca dels anys 20 i pròleg de Ramon Barnils.
[Defensor de tota sana ideologia”: el lema de L'Escut no pot ser més explícit. Ens “explica” quina és la seva ideologia, la sana, un adjectiu que ho diu tot, però ens ho “explica” en català, i això ja no era tan sa d'ençà de 1714. Entre aquests dos caps es mou L'Escut: defensa dels valors materials i espirituals dominants, i al mateix temps defensa dels valors intel·lectuals i morals del poble català –del poble a seques, ja que a Catalunya érem i som. (R. Barnils)].

## Fundador i director
El veritable impulsor de L'Escut fou el seu director, Marian Mullerat i Soldevila. Home de cultura bastíssima i de conviccions espirituals i socials profundes, és recordat pels qui el van conèixer pel seu tarannà bonhomiós. Va néixer a Santa Coloma de Queralt l'any 1897, cursà estudis de medicina a Reus i Barcelona i, finalment, exercí el seu magisteri a Arbeca, on després d'una intensa i brillant activitat cultural, social i política, moriria assassinat, in odium fidei, el 13 d'agost de 1936, durant la persecució religiosa de 1936.
Els qui van tractar Marian Mullerat en destaquen les seves capacitats com a home de ciència (no debades va publicar diversos tractats sobre medicina) i els seus principis humanistes. Com a metge rural, destaca el seu sentit de responsabilitat, de compromís i de servei envers la comunitat que tenia al seu càrrec i els segments de població més desfavorits. El teòleg, historiador i prevere Jaume Ciurana Sans, que ha realitzat diversos estudis sobre la vila d'Arbeca i que ha analitzat a fons la figura de Mullerat sosté que, a banda de l'espiritualitat del personatge, el doctor Mullerat fou, per damunt d'altres dominis, un brillant intel·lectual. El cert és que Marian Mullerat, que entre altres activitats arribà a ser alcalde de la vila d'Arbeca –període caracteritzat per grans transformacions urbanes i sanitàries–, no es pot considerar un polític en el sentit convencional i dogmàtic de la paraula, sinó que la seva militància fou principalment en les idees, l'estima a la cultura i l'acció de govern.

## Redacció i col·laboradors
El quinzenal comptà amb col·laboracions molt estimables, que aniran apareixent de forma periòdica, les unes, i esporàdica, les altres, a les diverses seccions de la publicació. Les aportacions erudites d'alguns d'aquest col·laboradors prestigiaran, sens dubte, d'un rigorós contingut acadèmic i intel·lectual la naixent revista. Principalment, preveres, mestres, joves estudiants i articulistes esporàdics de dins i de fora del municipi. Entre els més importants destaquen l'eclesiàstic Miquel Melendres i Rué i mossèn Sanç Capdevila i Felip. També hi escrivien regularment: Ramon Quintana (prevere, editorials i articles), Ignasi Blai i Sans (prevere, editorials), Antoni Perera (prevere, articles), Joan Baptista Berengué (metge, articles), Lluís Carreres (editorials), Antoni Sanromà (poemes, secció "Literàries"), Joaquim Vila (mestre, articles molt interessants sobre el moviment cooperatiu, secció "Agrícoles"), Enric Valls (mestre, secció "Pedagògiques") i Ignasi d'Alabart (tradicions i costums, secció "Folklore").

## Context, història i evolució
El quinzenal apareix en l'entretemps cultural de la Renaixença i el possibilisme polític del Noucentisme. En un moment en què, des d'una avidesa de coneixença i de formació en tots els camps saber, la peremptòria universalització de l'educació i la voluntat de retrobament amb un passat esplendorós i mitificat, les publicacions en llengua catalana –com les entitats, associacions i agrupacions de tot ordre– proliferaran pertot, des de l'esfera rural a la metropolitana, des de l'àmbit local al nacional.
La Biblioteca-Hemeroteca de l'Institut d'Estudis Ilerdencs conserva un considerable volum de publicacions periòdiques, diaris, setmanaris i revistes de tot l'àmbit territorial lleidatà. Des de la primera etapa de la represa catalanista a la ciutat de Lleida, amb la primera publicació en català intitulada Lo Garbell, «Periódich clà i català que s' remenarà un cop cada setmana» (1883) a Lo Pregoner d'Urgell (1912)', editada per Valeri Serra i Boldú a Bellpuig.
A la comarca de les Garrigues, la gènesi de la premsa local i comarcal té els seus albors a la seva capital, les Borges Blanques, amb l'aparició, entre 1913 i 1936, de diverses publicacions periòdiques –setmanaris, quinzenals i mensuals– de caràcter catalanista, religiós, agrícola, literari, etc., escrites en llengua catalana i castellana.

A partir de l'any 1923, Arbeca entrarà també en els annals de la premsa i el periodisme en català de la comarca i del país. Concretament, sota la cavalleresca premissa de «Defensor de tota sana ideologia», un 15 de juliol de 1923, la flamant redacció de L'Escut, al capdavant de la qual hi trobem el Dr. Marian Mullerat i Soldevila, s'adreçà per primer cop al seus lectors, amb l'espontaneïtat graficolingüística de l'època, i amb la salutació que, des d'aquell periòdic: 
«Un estol de bons arbequins, aimants de la Vila qu'els ha vist nàixer i conscients de la importància que ella té en la comarca, vos adreça amb honor i fonda satisfacció la més coral i efusiva salutació.» (L'Escut, 15 de juliol de 1923, Núm. 1, Any I)
Aquell estol de bons arbequins sentí la necessitat de dotar la vila d'Arbeca d'un òrgan d'informació i formació locals, en la línia del pragmatisme noucentista de l'època i de l'espiritualisme torrasià i romàntic de finals de segle xix. El grupúscul de L'Escut creia en la il·lustració de les masses com a pas previ i indispensable per a la consecució d'una societat més culta, civilitzada i moderna.

## Influències
Els exemplars de L'Escut mostren en els seus continguts reminiscències de l'estètica de la Renaixença, que influí decisivament en la recuperació de la llengua i cultura catalanes de tombants de segle. Tot i la censura de la dictadura primoriveriana, els postulats del catalanisme conservador (amb Torras i Bages i Prat de la Riba com a referents), es reproduiran durant tota l'existència de la revista. També el Noucentisme impregnarà decididament les pàgines del quinzenal, el qual tindrà una posterior materialització en l'acció de govern del doctor Mullerat al capdavant de la corporació municipal del municipi. El principal referent periodístic de L'Escut serà La Veu de Catalunya, amb la qual publicació mantindrà intercanvis d'edicions i en reproduirà informacions i articles. Les relacions del quinzenal s'estendran també a ultramar: Andratx, Artà, Sóller i ciutat de Mallorca.

## Continguts
L'Escut publicava informació local i comarcal, bàsicament; però també, es prodigava en treballs sobre agricultura, economia, ciència, sociologia, literatura i esports. Les seves pàgines reproduïren obra literària –més que res poètica– dels personatges més rellevants de la literatura catalana, des de la Renaixença al Noucentisme, passant pel Modernisme.Tret de l'entrevista, el quinzenal va cultivar gairebé tots els gèneres informatius existents a l'època. Dividida en apartats temàtics, com ara l'editorial, les notícies, els reportatges, les cròniques, etc., les matèries ideològiques predominants eren la Pàtria, la Religió, la Moral i la Cultura en expressió catalana.

## Disseny gràfic: capçalera i cobertes
En els primers números, la capçalera de L'Escut era senzilla: el nom de la publicació en lletra de pal ocupava un quart de la portada. Més tard, el quinzenal estrenaria una capçalera més elaborada i d'estètica catalanista dissenyada per Ramon Perera. Una creació artística consistent en un escut heràldic amb una au rapinyaire a dins (com en l'antic blasó d'Arbeca) sostenint una branca d'olivera al bec. Darrere de l'escut, en horitzontal, hi apareixen les quatre barres voleiades de la senyera. La mida de la capçalera era exagerada, ja que comprenia mitja portada.

Fragment de l'editorial que acompanyà la nova capçalera:
«Estimeu-la [la bandera] per lo que acabem d'exposar, despleguem-la als quatre vents afirmant la personalitat i llibertat de nostre poble, saludem-la i cantem-la en la remenbrança del passat gloriós del mateix poble, seguim-la i defensem-la per salvar la nostra Pàtria i no fem cas dels esperits pusil·lànimes i materialitzats que en ella no hi veuen la Pàtria que representa.» (L'Escut, 15 de setembre de 1923. Núm. 5, Any I).
A partir del número 7, publicat a l'octubre de 1923, les diverses seccions del periòdic també aniran precedides d'il·lustracions distintives. Amb la dictadura de Primo de Rivera el nou disseny va ser suprimit (per pressions de la censura) i la portada de la revista tornarà al format inicial. Les cobertes reproduïen publicitat comercial d'Arbeca, però també de les Borges Blanques, Lleida i fins i tot de Tarragona i Barcelona, tant en la portada com en la contraportada i en els seus reversos. L'única volta en què L'Escut utilitzà un recurs fotogràfic fou quant la mort del cèlebre poeta, escriptor i dramaturg Àngel Guimerà –fet molt sentit arreu de Catalunya–, en un número monogràfic dedicat a la «Figura excelsa i mai moridora del gran Patriota». (L'Escut, 30 de juliol de 1924. Núm. 25).